# Jim McCourt
Pour les articles homonymes, voir McCourt.
James Vincent McCourt, dit Jim McCourt, est un boxeur irlandais né le 24 janvier 1944 à Belfast (Irlande du Nord) et mort le 19 juin 2023.

## Carrière
Jim McCourt participe aux Jeux olympiques d'été de 1964 dans la catégorie des poids légers et y remporte la médaille de bronze.